# Cimetière militaire britannique d'Herbécourt
Le Cimetière militaire britannique d'Herbécourt (Herbécourt British Cemetery) est un cimetière militaire de la Première Guerre mondiale situé sur le territoire de la commune d'Herbécourt dans le département de la Somme.

## Historique
Occupé depuis août 1914, le village d'Herbécourt a été repris en février et mars 1917, date à laquelle ce cimetière a été commencé. Le village est ensuite tombé aux mains des Allemands en mars 1918 et a été repris par la 6e Brigade d'infanterie australienne le 29 août suivant. En août et septembre 1918, le cimetière a été achevé.

## Caractéristique
Ce cimetière comporte aujourd'hui 59 tombes de soldats du Commonwealth, dont 51 australiens et 8 britannique.

## Localisation
Ce cimetière est situé à 200 m à l'ouest du village, sur la D1, sur la route qui conduit à Cappy. Coordonnées: latitude: 49.92331 N - longitude 2.83563 E. Situé au milieu des cultures, on accède à ce minuscule cimetière par un petit sentier engazonné.

## Galerie

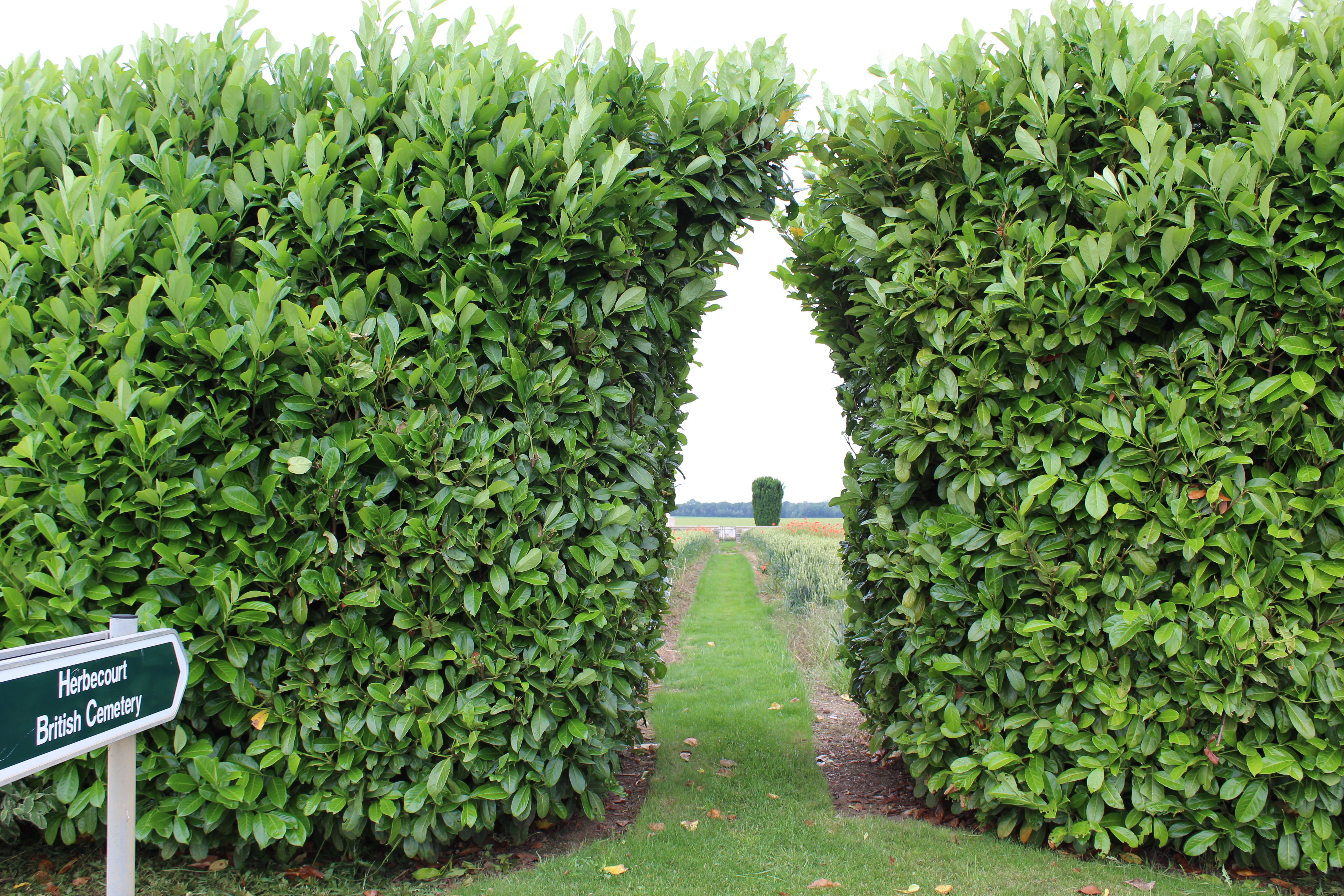
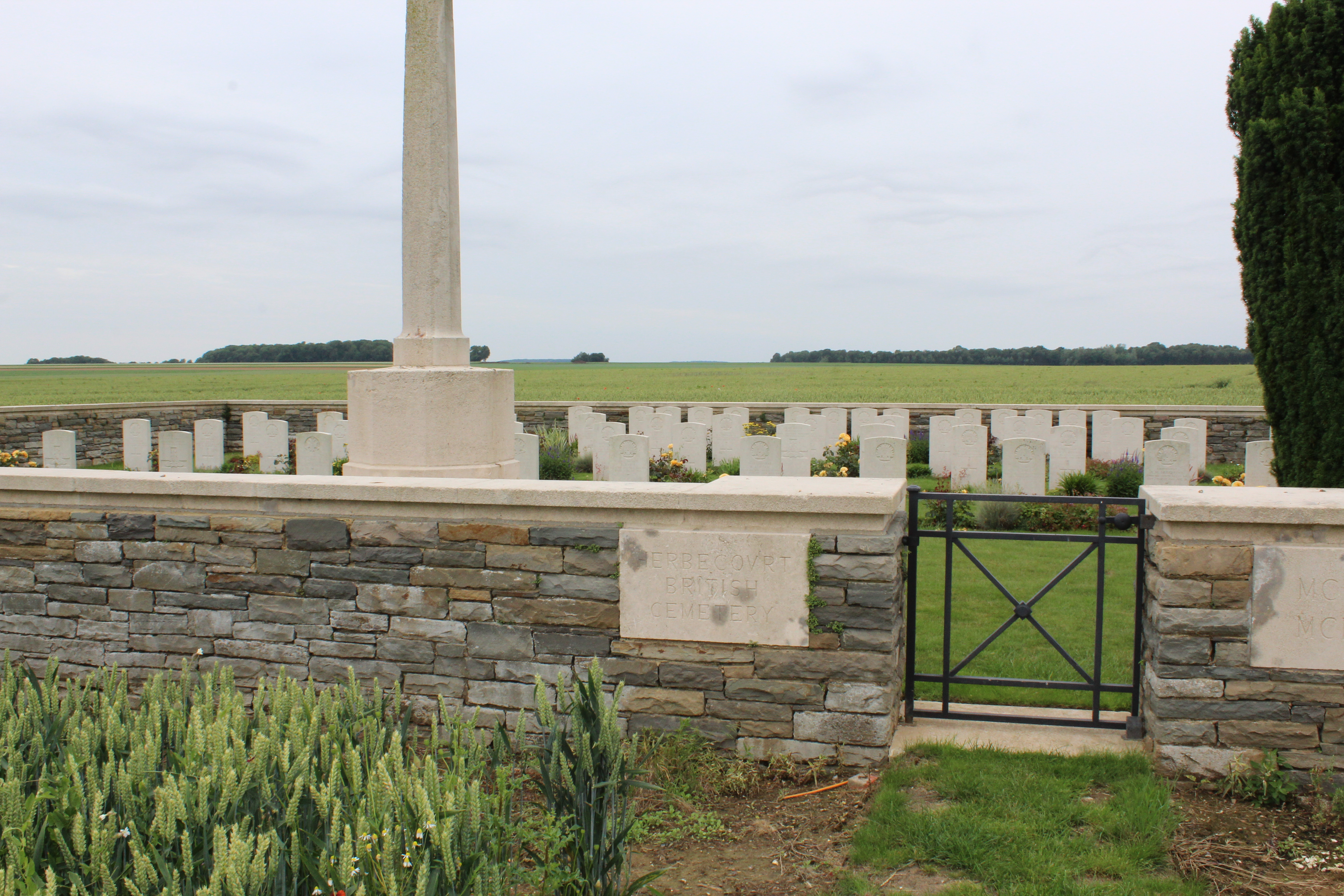
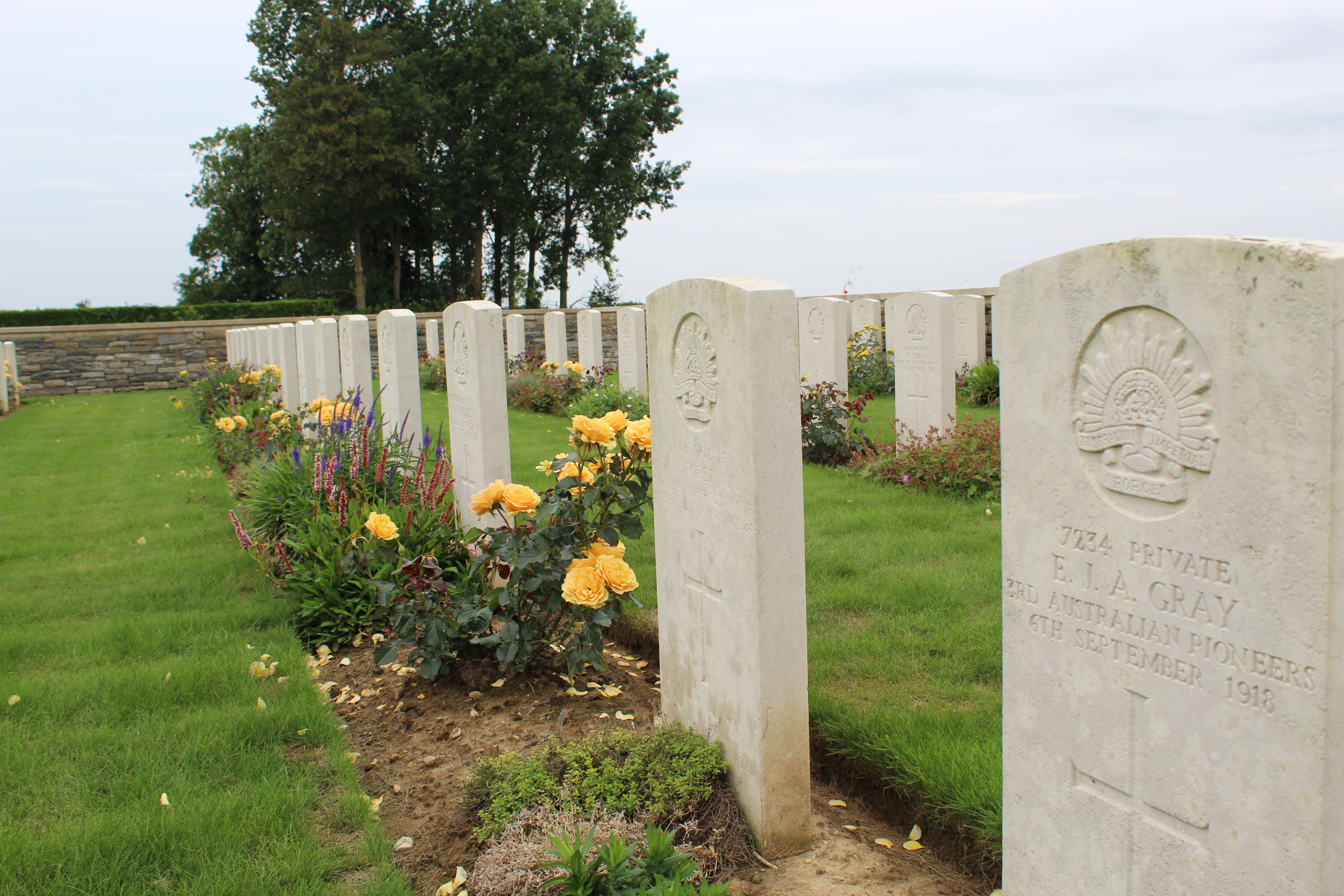
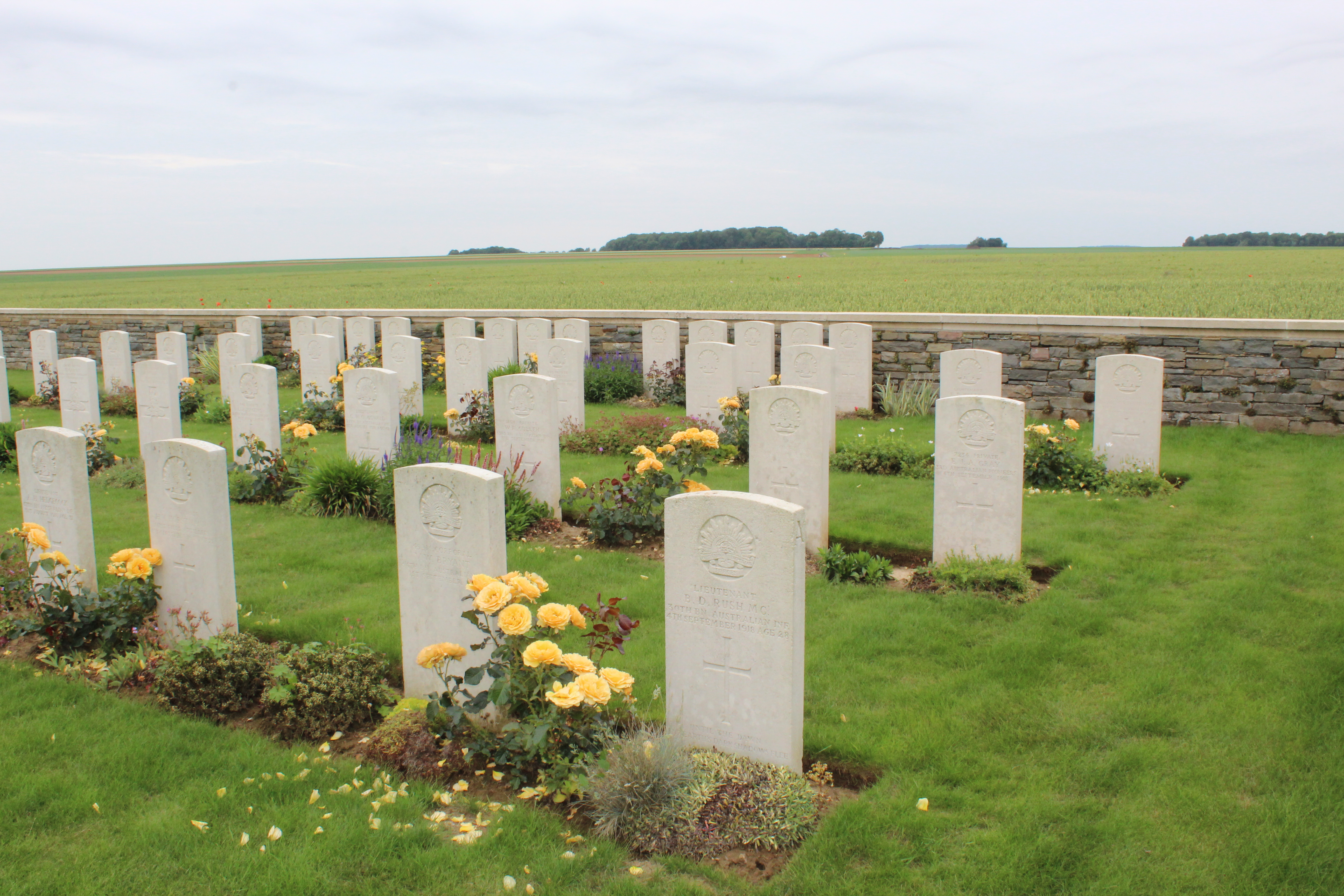

## Sépultures
| Pays        | Sépultures |
| ----------- | ---------- |
| Australie   | 51         |
| Royaume-Uni | 8          |
| Total       | 59         |